# Elecciones generales de Groenlandia de 1995
Elecciones generales tuvieron lugar en Groenlandia el 4 de marzo de 1995. Siumut se mantuvo como el partido mayoritario en el Parlamento, obteniendo 12 de los 31 escaños.

## Resultados
| Partido                                        | Votos  | %     | Escaños | +/–   |
| ---------------------------------------------- | ------ | ----- | ------- | ----- |
| Siumut                                         | 9 803  | 38,44 | 12      | +1    |
| Atassut                                        | 7 674  | 30,09 | 10      | +2    |
| Inuit Ataqatigiit                              | 5 180  | 20,31 | 6       | +1    |
| Partido de Centro                              | 1 560  | 6,12  | 2       | 0     |
| Kattusseqatigiit                               | 1 193  | 4,68  | 1       | Nuevo |
| Partido Polar                                  | 90     | 0,35  | 0       | –1    |
| Votos en blanco/nulos                          | 634    | –     | –       | –     |
| Total                                          | 26 134 | 100   | 31      | +4    |
| Electores registrados/participación            | 37 556 | 69,59 | –       | –     |
| Fuente: Election Passport, Parties & Elections |        |       |         |       |